# Índice de Breteau
El índice de Breteau (IB) es un valor numérico que define el número de insectos en desarrollo que se encuentran en las viviendas humanas por la cantidad del total inspeccionado. Se utiliza en Brasil para la determinación de la infestación del mosquito transmisor del dengue.
Es un índice larval. La determinación correcta requiere de una encuesta completa de todos los envases en una premisa que pueda hacer este tipo de enumeración. Los datos se utilizan para determinar el índice de la casa. Usando la combinación del IB y el "índice de la casa", es fácil determinar si el problema es extenso dentro de un área o se enfoca a unas viviendas.

## Razón
La razón es:
- IB = (# de recipientes positivos * 100 / # de casas inspeccionadas)